# Yassir al-Qahtani
Yassir Saʿid al-Qahtani (arabisch ياسر سعيد القحطاني, DMG Yāsir Saʿīd al-Qaḥṭānī, nach englischer Umschrift häufig Yasser Saeed Al-Kahtani; * 10. Oktober 1982) ist ein saudi-arabischer Fußballspieler. Mit 45 erzielten Treffern rangiert Qahtani auf dem dritten Platz der Rekordtorschützenliste der saudi-arabischen Nationalmannschaft.

## Karriere
Yassir al-Qahtani hatte seinen ersten Auftritt in der ersten Liga Saudi-Arabiens in der Saison 2000/01 beim Aufsteiger al-Qadisiya al-Chubar. Dort entwickelte er sich zu einem der erfolgreichsten Stürmer des Landes. 2005 holte ihn das Spitzenteam al-Hilal für eine Rekordablösesumme in sein Team. Nach sechs Jahren für al-Hilal wechselte al-Qahtani im Sommer 2011 in die Vereinigten Arabischen Emirate zu Al Ain. Nach nur einem Jahr verließ al-Qahtani Al Ain wieder und schloss sich seinem ehemaligen Verein al-Hilal an. Für diesen Verein ist er heute noch aktiv. 
Nachdem die saudi-arabischen Nationalmannschaft in der Vorrunde der Fußball-Weltmeisterschaft 2002  ausgeschieden war, bekam al-Qahtani beim Neuaufbau des Teams seine Chance. Bei der Fußball-Asienmeisterschaft 2004 – seinem ersten internationalen Turnier – erzielte al-Qahtani zwei Tore, schied aber mit der Mannschaft in der Vorrunde aus. Während der Qualifikation zur WM-Endrunde 2006 traf der Stürmer ebenfalls zweimal und stand im WM-Aufgebot Saudi-Arabiens. Bei der Endrunde gelang ihm ein Treffer beim 2:2 gegen Tunesien. Im April 2012 erklärte er seinen Rücktritt von der Nationalmannschaft. 
Bei der Fußball-Asienmeisterschaft 2007 führte al-Qahtani Saudi-Arabien als Kapitän ins Finale, dort verloren die Saudis mit 0:1 gegen den Irak. Zusammen mit dem Iraker Yunis Mahmud und dem Japaner Naohiro Takahara wurde er mit vier erzielten Treffern Torschützenkönig des Turniers. Im gleichen Jahr wurde er zu Asiens Fußballer des Jahres gewählt.

## Erfolge
- Saudi-Arabischer Meister: 2008, 2010, 2011, 2017
- Saudi-Arabischer Pokalsieger: 2017
- Saudi-Arabischer Superpokalsieger: 2016
- Crown-Prince-Cup Sieger: 2006, 2008, 2009, 2010, 2011, 2013, 2014, 2016
- Meister Vereinigte Arabische Emirate: 2012
- Asiens Fußballer des Jahres 2007

| Vorgänger       | Amt                              | Nachfolger      |
| --------------- | -------------------------------- | --------------- |
| Khalfan Ibrahim | Asiens Fußballer des Jahres 2007 | Server Djeparov |

| Personendaten    | Personendaten                                                                              |
| ---------------- | ------------------------------------------------------------------------------------------ |
| NAME             | Qahtani, Yassir al-                                                                        |
| ALTERNATIVNAMEN  | Yasser Saeed Al-Kahtani (englisch); Yassir Saʿid al-Qahtani; ياسر سعيد القحطاني (arabisch) |
| KURZBESCHREIBUNG | saudi-arabischer Fußballspieler                                                            |
| GEBURTSDATUM     | 10. Oktober 1982                                                                           |